# Bolschaja Rogowaja
Die Bolschaja Rogowaja (russisch Большая Роговая) ist ein rechter Nebenfluss der Ussa im Autonomen Kreis der Nenzen und in der Republik Komi in Nordwestrussland.
Die Bolschaja Rogowaja entspringt im Autonomen Kreis der Nenzen in der Bolschesemelskaja-Tundra. Sie fließt in überwiegend südsüdwestlicher Richtung in die Republik Komi. Nach 311 km erreicht sie die Ussa. Das Einzugsgebiet der Bolschaja Rogowaja umfasst 7290 km². Die Leknerzeta ist ein größerer rechter Nebenfluss. Die Bolschaja Rogowaja ist zwischen Oktober / Anfang November und Ende Mai / Juni eisbedeckt.